# Mantellodon
Mantellodon is een geslacht van plantenetende ornithischische dinosauriërs, behorend tot de Euornithopoda, dat tijdens het vroege Krijt leefde in het gebied van het huidige Engeland. De enige benoemde soort is Mantellodon carpenteri.

## Vondst en naamgeving
In juni 1834 verwierf de arts Gideon Mantell van William Harding Benstead, de eigenaar van een steengroeve, voor £ 25,- een flink steenblok uit Maidstone bij de Kentish Rag in Kent, in februari dat jaar door een buskruitexplosie uit het gesteente losgeslagen, waarin een groot aantal skeletdelen en losse tanden van een grote sauriër. Mantell was toen al een jaar of vijftien bezig het skelet van de door hem in 1825 benoemde Iguanodon te reconstrueren en nam aan dat de nieuwe vondst aan die soort toebehoorde; de tanden waren in ieder geval van hetzelfde type. De botten in het blok lagen weliswaar door elkaar zodat hij nog steeds geen goed beeld kreeg van de bouw van het dier, maar nu kon hij tenminste zien wat bij wat hoorde; eerdere vondsten betroffen alleen losse beenderen. Het specimen werd de Maidstone Slab of, humoristisch, de Mantel(l)-piece genoemd. Het vertegenwoordigde op dat moment het meest complete exemplaar van een ornithischische dinosauriër. Tot de vondst in 1878 van Iguanodon bernissartensis uit België zouden de beschrijvingen van Iguanodon grotendeels op dit blok gebaseerd zijn. Het werd later verworven door het British Museum of Natural History.

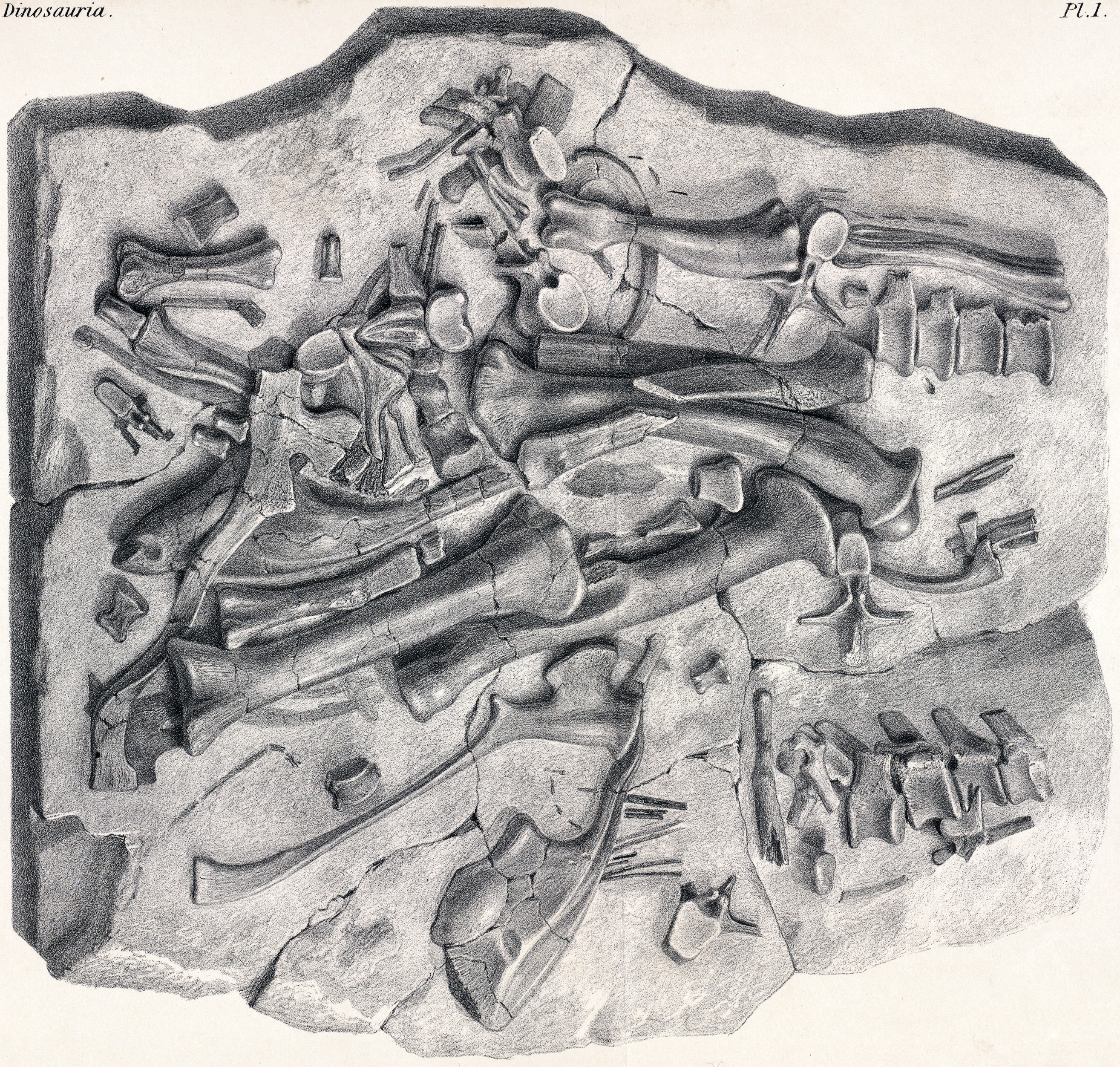
Een lithografie door Joseph Dinkel

In 1882 werd het specimen door John Whitaker Hulke tot het typespecimen gemaakt van Iguanodon mantellii, welke laatste soort hij aanwees als de typesoort. In de jaren negentig van de twintigste eeuw echter, wees David Bruce Norman erop dat Hulke hier naar moderne normen zijn boekje te buiten gegaan was. Iguanodon mantellii was in 1832 ten dele benoemd op basis van dezelfde tanden die de syntypen waren van Iguanodon anglicus. Hulke had dus niet van de Maidstone Slab het lectotype mogen maken. Dit werd vooral hierom relevant dat hierna het inzicht gemeengoed werd dat de Maidstone Slab, uit veel jongere aardlagen, niet identiek kan zijn geweest aan I. anglicus/I. mantellii. In 2007/2008 verwees Gregory S. Paul het aan Mantellisaurus, maar ook die vorm kwam niet in geologische leeftijd overeen en was daarbij in bouw afwijkend.
In 2010 presenteerde Paul op een paleontologisch congres een artikel, gepubliceerd in 2012, waarin hij het specimen benoemde als een apart geslacht en soort: Mantellodon carpenteri. De geslachtsnaam verbindt de naam van Mantell met een Oudgrieks ὀδών, odoon, "tand", naar analogie met Iguanodon. Deze naam volgt een suggestie van Darren Naish uit 2007. De soortaanduiding eert Kenneth Carpenter, wegens diens studies naar dinosauriërs in het algemeen en Iguanodontia in het bijzonder.
Het holotype, met als oud inventarisnummer BMNH R3741, is gevonden in de Hyathlagen van de onderste Lower Greensand Formation die wellicht dateert uit het vroege Aptien. Het bestaat uit een gedeeltelijk skelet zonder schedel. Bewaard zijn gebleven: een tand en tandfragmenten, verschillende ruggenwervels en staartwervels, ribben, een darmbeen, een zitbeen, twee dijbeenderen, een scheenbeen, een kuitbeen, middenvoetsbeenderen, teenkootjes en voetklauwen.

## Beschrijving
Mantellodon is een middelgrote iguanodont.
Omdat de beenderen nooit volledig uit het blok zijn geprepareerd, zijn veel van hun kenmerken nog onduidelijk. Paul gaf de volgende diagnose. Het dentarium van de onderkaak is recht. Er is een verlengd diasteem aanwezig tussen de hoornbek en de tandrijen. Het dentarium is ondiep onder het diasteem en dieper onder de tandrij. De voorste dentaire tanden zijn verkleind. De voorpoot is erg robuust. De processus olecrani van de ellepijp is goed ontwikkeld. Sommige carpalia zijn erg groot. De middenhandsbeenderen zijn tamelijk verlengd. De duimstekel is massief gebouwd. Een probleem met deze diagnose is dat zij ten dele gebaseerd lijkt op materiaal dat traditioneel aan I. mantellii is toegewezen zonder dat Paul aangeeft welke specimina het precies betreft en wat de toewijzing rechtvaardigt. Daarbij is zij identiek aan de diagnose voor Darwinsaurus. In 2013 stelde Norman dat het taxon daarom niet als geldig kon worden beschouwd en dat er geen reden was het niet als een jonger synoniem van Mantellisaurus te beschouwen.

## Fylogenie
Mantellodon is een basaal lid van de Iguanodontia. Paul voerde geen cladistische analyse uit aangaande de fylogenetisch plaatsing, maar uit eerdere publicaties is bekend dat hij zulke vormen beschouwt als deel van een reeks opeenvolgende afsplitsingen van de stamboom, niet als een aparte tak of klade. Mantellodon zou, gezien de kenmerken van het darmbeen, zoals bestudeerd door Carpenter, een vrij afgeleide positie hebben.